# Staatsstreich in Siam 1932

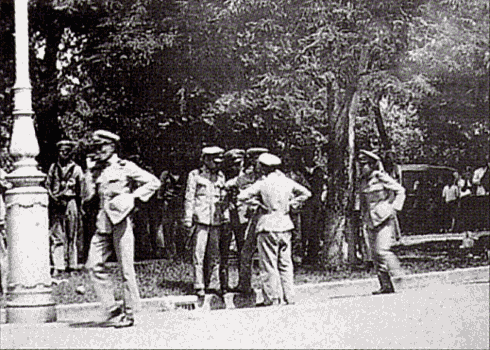
Soldaten während des Staatsstreichs am 24. Juni 1932

Der Staatsstreich in Siam 1932 (auch als „Siamesische Revolution“ bezeichnet) war ein militärischer Umsturz am 24. Juni 1932, der den Übergang des Landes von der absoluten zur konstitutionellen Monarchie brachte.
Die „Revolution“ war ab 1927 von einer kleinen Gruppe junger Offiziere und Intellektueller, die in Europa studiert hatten, geplant und vorbereitet worden. Sie nannte sich Khana Ratsadon („Volkspartei“). Sie konnten vier höhere Offiziere für ihre Pläne gewinnen, die die militärische Durchführung und den Erfolg des Staatsstreichs ermöglichten. Nur die Führung der rebellierenden Einheiten war in die Umsturzpläne eingeweiht. Die zugehörigen Truppen folgten lediglich den Befehlen ihrer Kommandeure und waren sich nicht bewusst, an einer „Revolution“ teilzunehmen.
Der Umsturz traf die feudale Elite unvorbereitet, die diesen zunächst widerstandslos hinnahm. Er blieb daher unblutig. Siam bekam ein Parlament und ein zunächst „Öffentliches Komitee“ genanntes Kabinett. Am 10. Dezember des gleichen Jahres war König Prajadhipok genötigt, eine Verfassung zu unterzeichnen. Anschließend regierten Vertreter der „Volkspartei“, die jedoch in mehrere rivalisierende Flügel und Gruppen zerfiel. Spätere Versuche von Royalisten, den Systemwechsel rückgängig zu machen, insbesondere die Rebellion von Prinz Boworadet im Oktober 1933, konnten von herrschenden Kräften abgewehrt werden.

## Vorgeschichte

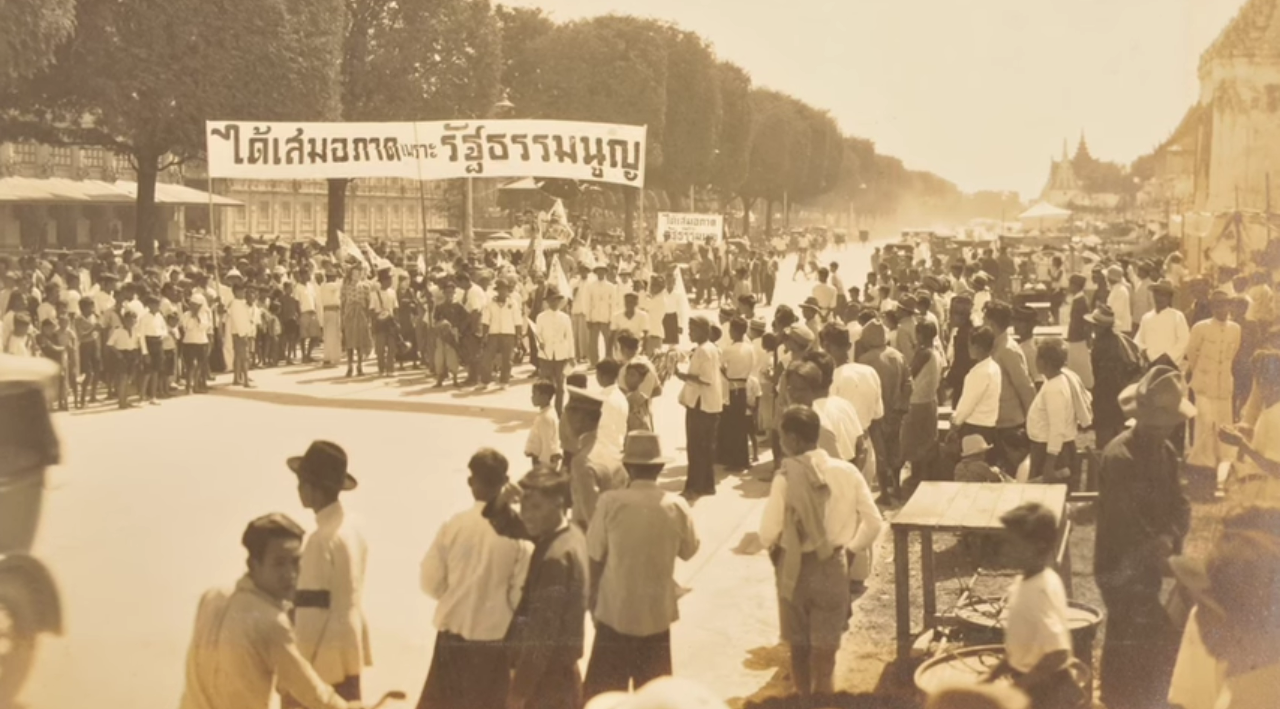
Staatsstreich in Siam 1932

Bereits vor der Weltwirtschaftskrise in den 1920er Jahren hatte es in einigen Kreisen der siamesischen Gesellschaft Unzufriedenheit mit der Art und Weise gegeben, wie die Monarchie des Landes gehandhabt wurde; so gab es 1917 einen Plan von Offizieren, den siamesischen König abzusetzen. Der Anschlagsversuch wurde aufgedeckt, da sich die Handelnden nicht einig waren, was auf den absoluten Herrscher folgen sollte. Siam war eine der letzten absoluten Monarchien im 20. Jahrhundert, wurde während und nach dem Ersten Weltkrieg von einem verschwenderischen König geführt (Rama VI., regierend 1910 bis 1925) und erlebte nach dem Krieg wegen des unausgeglichenen Haushalts eine profunde Staatskrise. Auch der nachfolgende König Rama VII. (Prajadhipok) trug nicht zu einer wirklichen Verbesserung bei, auch wenn er politische Reformen, z. B. in Form einer (ersten) Verfassung des Landes, ins Auge fasste.
Prajadhipok war 1925 als letzter Sohn von König Chulalongkorn (Rama V., regierend 1868 bis 1910) überraschend (und eher unwillig) zur Königswürde gekommen. Er hatte nun energisch für die Wiederherstellung geordneter Staatsfinanzen zu sorgen. Dazu stand ihm traditionsgemäß ein Berater der englischen Krone zur Seite.
Neben den Prinzen des Kronrats (aphirathamontri) bezog Prajadhipok in der darauffolgenden Zeit nur Prinzen und engste Verwandte in die politischen Geschäfte ein, die nicht zur verhassten Beamtenklasse gehörten. Er wollte damit verlorenes Vertrauen im Volk wiedergewinnen. Doch im neu gebildeten fünfköpfigen Rat saßen drei Söhne von König Mongkut (Rama IV., regierend 1851 bis 1868) und zwei Söhne von König Chulalongkorn, die alle unter König Vajiravudh aufgrund persönlicher Gegensätze entlassen worden waren. Dieser Rat hatte wenig Mühe, den als beeinflussbar geltenden König praktisch auszuschalten und die Regierung zu übernehmen, auch wenn diesem in allen Angelegenheiten des Staates das letzte Wort blieb. Zügig wurden alle diskreditierten bürgerlichen Mitarbeiter des alten Königs aus dem Dienst entfernt, woran sich Kritik aus der nicht zur Königsfamilie gehörenden Elite entzündete. Doch war es zunächst nur der Kronrat, der zum Ziel von Anfeindungen wurde.
Tatsächlich war Prajadhipok vielen seiner Landsleute im politischen Denken weit voraus. Er beschäftigte sich sehr ernsthaft mit den Fragen der Einführung demokratischer Strukturen in Siam und befand 1927, dass es keine Frage sei, ob Siam eine demokratische Regierungsform annehme, sondern nur, „ob das siamesische Volk wirklich und wahrhaftig demokratisch sein könne, nicht nur in der Form, sondern auch tatsächlich“. Seine wichtigsten Ratgeber – Prinz Damrong Rajanubhab und der amerikanische Jurist Francis B. Sayre – bestärkten ihn in seinen Zweifeln und bekundeten, dass das siamesische Volk noch nicht reif sei für die Demokratie.
Neben den handfesten politischen Machtfragen waren die wirtschaftlichen Probleme allgemein spürbar und standen somit mehr im Vordergrund des öffentlichen Interesses. Dem Staatshaushalt fehlten einfach die Mittel, die Bevölkerung ausreichend zu versorgen, auch wenn die siamesische Wirtschaft entgegen den weltwirtschaftlichen Problemen relativ stabil blieb, ja eher einen Aufschwung verzeichnete. Durch den Niedergang des britischen Pfundes wurde auch Siam Anfang der 1930er Jahre in den Abwärtstrend der Weltwirtschaft hineingerissen. Der Preis für Reis sank auf nur noch 30 % seines vorherigen Wertes, der Etat Siams auf gar 16 %. In dieser Situation entschied Prajadhipok, rigorose Kürzungen im Militäretat durchzuführen, dessen Geld dringender in der Landwirtschaft des Landes benötigt werde, da es keine weitreichenden Bedrohungen Siams mehr gebe. Kriegsminister Prinz Boworadet trat daraufhin von seinem Posten zurück. Den schon bisher unzufriedenen bürgerlichen Eliten war damit klar, dass ihre Stellung gefährdet war; ihre Zukunft sahen sie im Staatsdienst, hatten doch chinesische Geschäftsleute die feste Hand auf Siams Wirtschaft gelegt. Jetzt wäre der richtige Zeitpunkt für die lange diskutierte Demokratisierung oder wenigstens eine Öffnung hierzu gewesen. Doch Prajadhipok ließ diesen Zeitpunkt verstreichen. So bahnte sich einer gewaltsamen Entwicklung in Siam der Weg.

## Planung des Staatsstreichs

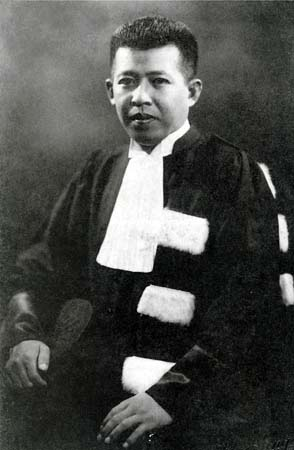
Pridi Phanomyong

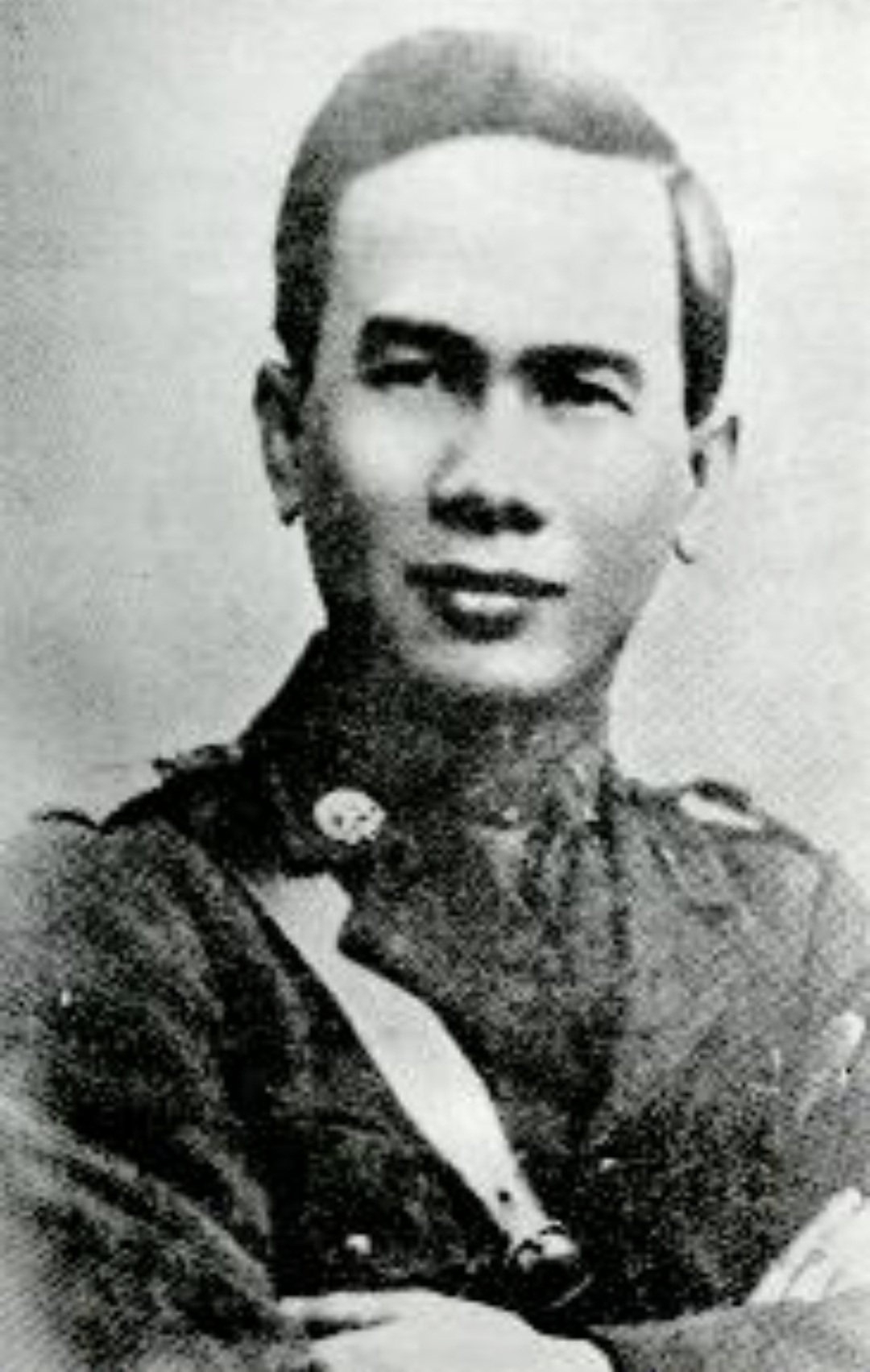
Phibunsongkhram

In den „Goldenen Zwanzigern“ setzte sich die Ausbildung siamesischer Studenten im Ausland fort, die unter König Chulalongkorn in den 1880er Jahren aufgenommen worden war, der eine Modernisierung von Gesellschaft und Militär als Voraussetzung für das Überleben eines selbständigen Siams angesehen hatte. Etwas mehr als 300 siamesische Studenten hielten sich Mitte der 1920er Jahre im Ausland auf, wovon mehr als 10 in Paris studierten. Hier wurde der Plan für einen Staatsstreich entworfen, von einer Gruppe schwärmerischer Studenten, die sich einerseits in Frankreich rassistisch diskriminiert fühlten, andererseits die starre Hierarchie in ihrer Heimat verabscheuen lernten. Initiator war der 1900 in Berlin geborene Prayun Phamonmontri, Sohn einer deutschen Mutter und eines siamesischen Diplomaten. Sein Patenonkel war der mächtige Prinz Paribatra Sukhumbandh, später Kriegsminister von Siam. Mit dieser Patronage wurde er in das Pagenkorps von König Vajiravudh aufgenommen und kam an die Militärakademie von Bangkok. Er studierte Mitte der 1920er Jahre Politikwissenschaften und Journalismus an der Sorbonne und interessierte sich für den Kampf der Europäer um die Freiheit des Individuums.
Auch Pridi Phanomyong, ein Rechtsanwalt aus Bangkok, studierte an der Sorbonne. Er war Sohn einer wohlhabenden chinesischstämmigen Familie und interessierte sich für europäisches Recht. Prayun und Pridi wurden Freunde. Sie trafen sich in der siamesischen Studentenvereinigung S. I.A.M. oder im kleinen Kreis in Prayuns Wohnung, wo man über die Gesellschaft, den König und die Veränderungen in der Welt diskutierte. Prayun kannte aus seiner Militärzeit auch Plaek Khittasangkha (Luang Phibunsongkhram), der an der Pariser Militärakademie studierte, und brachte ihn in Kontakt mit Pridi. Man wurde sich etwa 1927 einig, eine Verfassung für Siam einzuführen, so dass der seinerzeit über dem Gesetz stehende König unter das Gesetz zu stehe käme. Es waren sieben Personen, die sich als Protagonisten des Fortschritts sahen (phu ko kan, „Förderer“), da sie das siamesische Volk – ähnlich wie die Berater des Königs – als zu rückständig und ungebildet einschätzten. Man verschwor sich, die politische Situation in Siam so zu ändern, dass demokratische Strukturen möglich würden – immerhin unter Lebensgefahr, denn dies war nach siamesischem Recht Landesverrat.
Trotz mancher unvorhersehbarer kleiner Schwierigkeiten innerhalb der Gruppe konnte Prayun nicht nur die ursprünglichen sieben Mitglieder aus Pariser Zeiten – auch wenn sie, wie Pridi, nach Siam zurückgekehrt waren und dort Karriere machten – zusammenhalten, sondern auch neue dazugewinnen. Man benötigte ja insbesondere das Militär, um überhaupt gegen das Königshaus vorgehen zu können.
Die Gruppe, Khana Ratsadon, bestand schließlich aus folgenden Personen:
- Prayun Phamonmontri (Oberleutnant, vorher bei der Garde von König Vajiravudh)
- Plaek Khittasangkha (später Luang Phibunsongkhram) (Oberleutnant der Artillerie, Student an der französischen Artillerieschule in Fontainebleau)
- Thatsanai Mitphakdi (Thai: ทัศนัย มิตรภักดี) (Leutnant und Student an der französischen Kavallerieschule)
- Tua Lophanukrom (Thai: ตั้ว ลพานุกรม) (Student in der Schweiz)
- Luang Siriratchamaitri (Thai: หลวงสิริราชไมตรี) (Diplomat an der siamesischen Botschaft in Paris)
- Naep Phahonyothin (Thai: แนบ พหลโยธิน) (Student in England)
- Pridi Phanomyong (Student der Rechte am Institut d’études politiques de Paris)

Pridi wurde Vorsitzender der Gruppe.
Trotz aller Gegensätze zwischen Militärs und Zivilisten verständigte man darauf, was nach dem Umsturz zu gelten hatte. Für die Zukunft des Landes verfolgte man sechs Ziele, später die Sechs Prinzipien (หลัก 6 ประการของคณะราษฎร) genannt. Sie lauteten:
1. Wahrung der Souveränität des Volkes
2. Wahrung der nationalen Sicherheit
3. Wahrung der wirtschaftlichen Entwicklung des Volkes im Einklang mit den Zielen des Wirtschaftsplanes für Siam
4. Schutz des Prinzips Gleichheit vor dem Gesetz (keine Privilegien für den Adel)
5. Wahrung der Rechte und Freiheit des Volkes, sofern keine der oberen Prinzipien verletzt werden
6. Bereitstellung allgemeiner Bildung für jeden Bürger.

Nach einer weit bekannten Prophezeiung sollte die am 6. April 1782 von Rama I. gegründete Chakri-Dynastie nach 150 Jahren Herrschaft über Siam untergehen. König Prajadhipok eröffnete zur 150-Jahr-Feier pünktlich die erste Brücke über den Mae Nam Chao Phraya (Chao-Phraya-Fluss) in Bangkok, doch nichts geschah. Nach dem Fest blieben die realen Probleme jedoch weiterhin bestehen. Im Mai ordnete der König die Unterstellung des Marineministeriums unter das Kriegsministerium an, die Zahl der Provinzen wurde von 79 auf 70 reduziert. All dies sparte Geld, trieb aber auch Beamte aus der Arbeit. Er bat in seiner letzten Verlautbarung als absoluter Monarch Anfang Juni das Volk, seine Steuern zu bezahlen und sich bei Petitionen zurückzuhalten. Die Familie reiste am 8. Juni mit der Eisenbahn nach Hua Hin, wo man traditionsgemäß im Sommer residierte.
Die jungen Intellektuellen und Offiziere, die den Kern der „Volkspartei“ bildeten, nahmen Kontakt zu vier höheren Offizieren auf, die mit dem feudalen System ebenfalls unzufrieden waren: den Obersten Phraya Phahon, Phraya Song, Phraya Ritthi und Oberstleutnant Phra Prasat. Bindeglied war Prayun Phamonmontri, dessen deutsche Mutter Phraya Phahon vor dessen Aufenthalt an der preußischen Kadettenanstalt Sprachunterricht gegeben hatte. Insbesondere Phraya Song hatte als Leiter der Bildungsabteilung der Militärakademie großen Einfluss im Militär. Er konnte viele seiner Untergebenen und Kadetten zur Teilnahme am Umsturz bewegen. Seine Intelligenz und seine taktische Begabung waren für den Erfolg des Staatsstreichs von entscheidender Bedeutung.

## Durchführung am 24. Juni 1932

Die vier militärischen Führer des Staatsstreichs („Vier Musketiere“):Phraya Song, Phraya Phahon, Phraya Ritthi und Phra Prasat

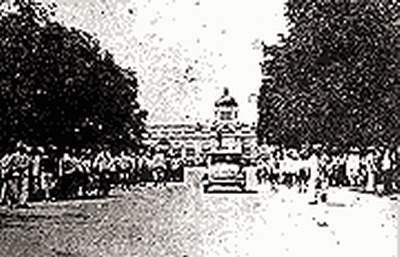
Militär vor der Thronhalle

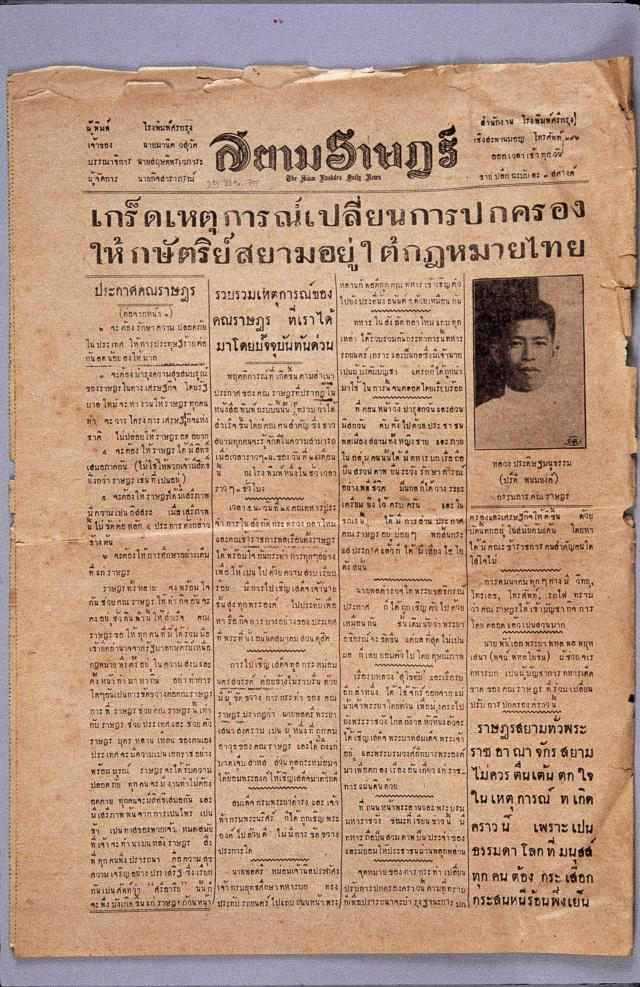
Titelseite der Zeitung Siam Rat am 24. Juni 1932

Am 23. Juni abends übergab der Bangkoker Polizeikommandant dem Regenten und Innenminister Prinz Paribatra eine Liste mit Personen, die verdächtigt wurden, einen Umsturz vorzubereiten und umgehend zu verhaften seien, und bat um die Genehmigung ihrer Verhaftung. Paribatra konnte sich dazu nicht entschließen, als er auf der Liste den Namen seines Schützlings Prayun fand. Er schickte den Polizeichef erst einmal nach Hause.
Am gleichen Abend trafen sich die vier hohen Militärs der Gruppe (die „Vier Musketiere“), Phraya Phahon, Phraya Song, Phraya Ritthi und Phra Prasat, im Haus von Phraya Song. Die Vorgabe war, dass kein Blut vergossen werden sollte, wozu es eines ausgeklügelten militärischen Bluffs bedurfte, der von Phraya Song geplant worden war. Als militärische Übung getarnt – Phraya Song deutete einen Aufstand von Chinesen an –, bewegte sich eine Gruppe von Offizieren, Soldaten und Kadetten am frühen Morgen des 24. Juni zum Reiterstandbild König Chulalongkorns vor dem Dusit-Palast in Bangkok. Gleichzeitig ging der Generalinspektor der Armee, Phraya Phahon, zu einer überraschenden Kontrolle in die Munitionsdepots und verschaffte sich Zutritt. Die Munition ließ er verladen, die Soldaten aufsitzen. Sie fuhren ebenfalls zum Platz vor der Thronhalle.
Phra Prasat hatte die Aufgabe, die hohen Prinzen in der Thronhalle „zusammenzurufen“. Die Residenz der wichtigsten Person, Prinz Paribatra, ließ er umstellen, dennoch floh der Prinz an das nahe Ufer des Chao Phraya. Schüsse fielen, ein junger Hauptmann wurde verwundet. Daraufhin antwortete das zur Sicherung des Chao Phraya kommandierte Kriegsschiff mit einer Salve, worauf sich Prinz Paribatra stellte. Nachdem auch alle anderen Prinzen in der Thronhalle versammelt worden waren, trafen die „Vier Musketiere“ mit ihren Regimentern um 6 Uhr morgens auf dem Thronhallenplatz ein. Phraya Phahon nutzte die Verwirrung, um eine Rede zu halten, die die Abschaffung der absoluten Monarchie in Siam verkündete und mit dem traditionellen Schlachtruf „Chaiyo!“ endete. Die Soldaten beantworteten diesen Ruf ebenfalls mit „Chaiyo!“, wie sie es gewohnt waren.
Prayun hatte unterdessen mit zivilen Kräften der Khana Ratsadon und dem erst kurz vorher eingeweihten Telegrafenbeamten Khuang Aphaiwong die gesamte Kommunikation von und nach Bangkok unterbrochen. Nachdem man so Bangkok – und darauf kam es in Siam an – kontrollierte, sandte Phahon das Kriegsschiff HMS Sukhothai und ein Telegramm an König Prajadhipok in Hua Hin, in dem er diesen ultimativ aufforderte, nach Bangkok zurückzukehren und die konstitutionelle Monarchie anzunehmen.
Prajadhipok erwog mit seinem Krisenstab (den in Hua Hin anwesenden Prinzen und den Damen des Hofes) drei Antworten: die Rückkehr in die Hauptstadt mit der damit verbundenen Annahme der konstitutionellen Monarchie, die Flucht ins Ausland oder die Mobilisierung der königstreuen Streitkräften.
Die letzte Alternative hätte einen Bürgerkrieg bedeutet, was der König – wie die Putschisten – vermeiden wollte. Die Flucht kam aus Gründen der persönlichen Ehre nicht in Frage. Somit blieb nur die Annahme der Forderungen und die Rückkehr nach Bangkok.

## Regierungsbildung und weitere Entwicklung bis zur Annahme der Verfassung

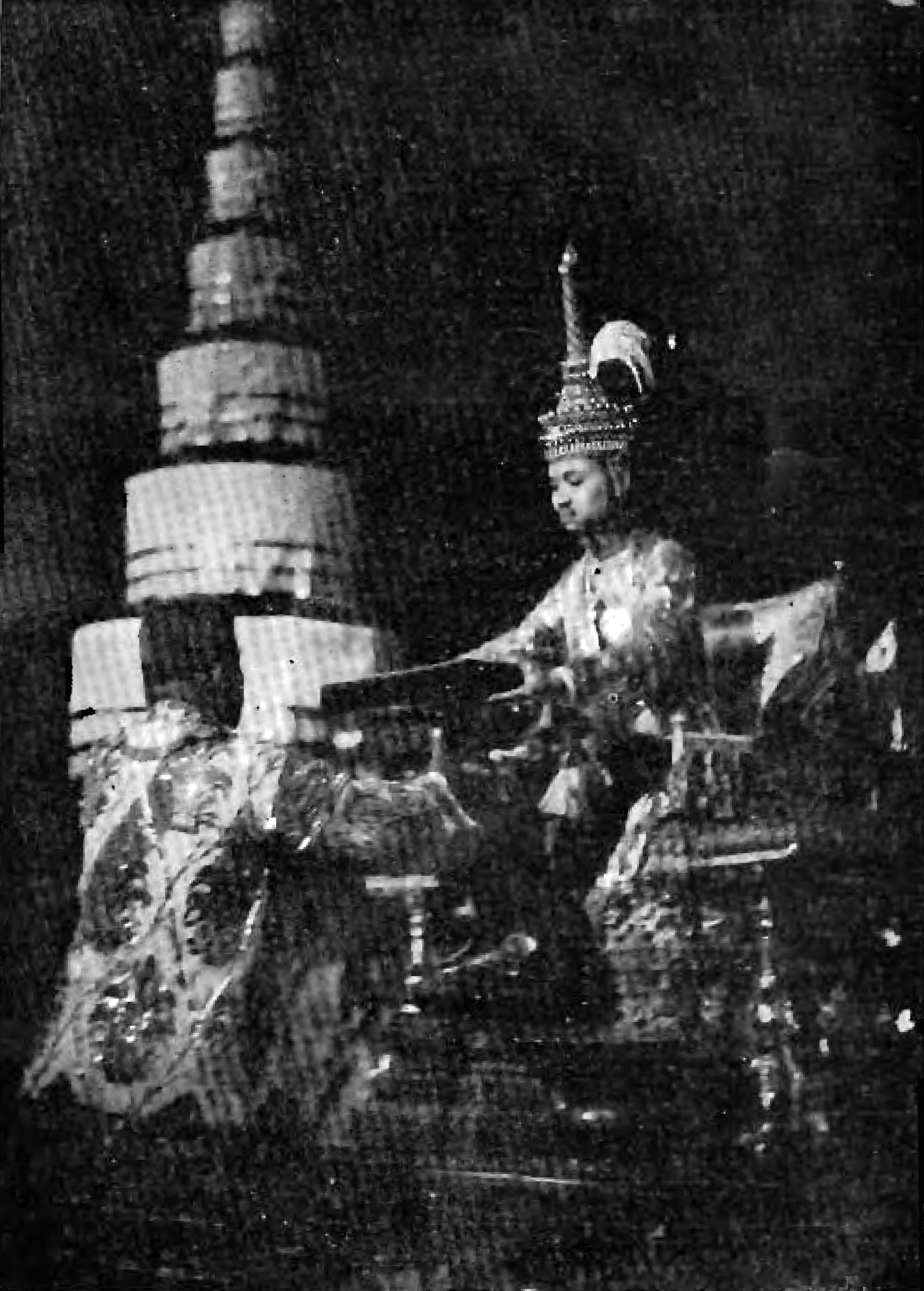
König Prajadhipok unterzeichnet die Verfassung.

Am 26. Juni kehrte Prajadhipok nach Bangkok zurück und empfing die Mitglieder der Khana Ratsadon. Man verhielt sich höflich, der König äußerte seine Sympathie gegenüber den Zielen der Gruppe. Am Tag darauf unterzeichnete er die vorläufige Version der Verfassung, die auf seinen Wunsch korrigiert worden war. Am 28. Juni eröffnete die erste Volksvertretung Siams mit einem Grußwort des Königs. Zur großen Überraschung präsentierte Pridi als ersten Premierminister von Thailand den konservativen Juristen Phraya Manopakorn. Man trachtete durch die Wahl eines Außenstehenden den Eindruck zu vermeiden, den Staat übernehmen zu wollen.
In den folgenden Monaten herrschte große Ungewissheit über den weiteren Weg der Staatsgeschäfte. Die Komintern ließ im August und September in Bangkok Flugblätter verteilen mit der Aufforderung, eine sowjetische Regierung einzusetzen. Der König kümmerte sich meist um das Verfassungskomitee, dem er einen weiterreichenden Einfluss abzuringen versuchte, als der ursprüngliche Entwurf vorsah. Schließlich wurde am 16. November 1932 in der Nationalversammlung die Zustimmung des Königs zur neuen Verfassung verkündet, unter der er auf dem Thron zu verbleiben gedachte. Man sah den 10. Dezember als Tag der Unterzeichnung der neuen Verfassung vor, die mit einem Staatsakt vor sich ging.

## Auswirkungen

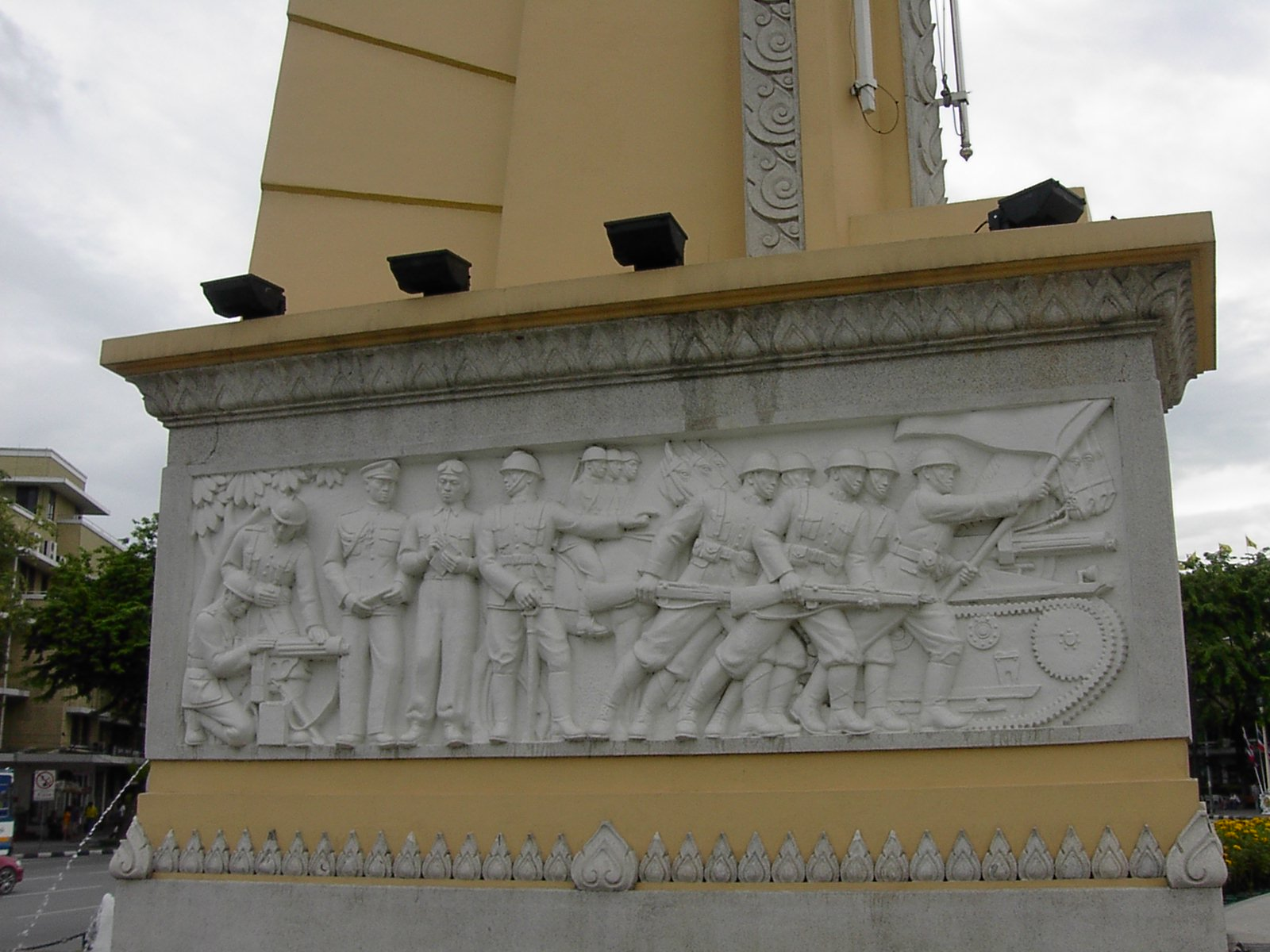
Relief „Soldaten im Kampf für Demokratie“ am Demokratiedenkmal in Bangkok.

In der Folge zerfiel das Zweckbündnis zwischen Zivilisten und Militärs in dramatisch kurzer Zeit. Unüberbrückbare Gegensätze traten hervor, die „Vier Musketiere“ rangen selbst gegeneinander um die Macht. Am 12. März verkündete Pridi seinen Wirtschaftsplan im Parlament, der aber schon während seiner Verlesung für einen Eklat sorgte, da er von konservativeren Kräften als „kommunistisch“ angesehen wurde. Er musste abbrechen, die Sitzung wurde durch Manopakorn unterbrochen, schließlich wurde das Parlament mit dem Segen von König Prajadhipok am 31. März aufgelöst. Niemand sollte von den Plänen Pridis erfahren, die nicht nur der König und der Ministerpräsident, sondern auch Vertreter der „Volkspartei“, wie Phraya Song und Prayun Phamonmontri, ablehnten. Zeitungen, die eine Veröffentlichung unternahmen, wurden zensiert oder ganz geschlossen. Auch die Zeremonie zum thailändischen Neujahr 2476 (am 1. April 1933) musste ausfallen, da der König überraschend aus Bangkok abgereist war.
Die spätere Entwicklung Siams (bzw. Thailands) führte zu einer Reihe von Militärregierungen, die sporadisch durch zivile Regierungen mit meist liberalem Hintergrund unterbrochen wurden.

## Zeitgenössische Rezeption

### Deutsches Reich

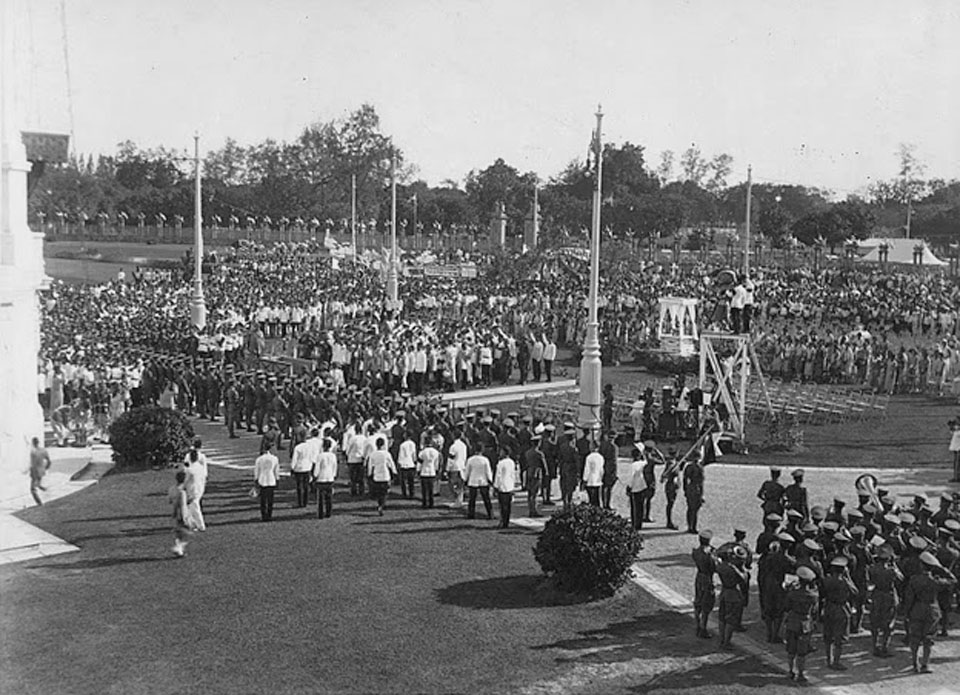
Zeitgenössische Rezeption Staatsstreich in Siam 1932

Im Deutschen Reich beschäftigte man sich bei aller eigenen Tagesproblematik für kurze Zeit auch mit den Ereignissen in Siam.
Die Ereignisse am Morgen des 24. Juni erschienen bereits in der Abendausgabe der Vossischen Zeitung, seinerzeit besonders geschätzt für ihre umfassende außenpolitische Berichterstattung. Etwa ein Viertel des Titelblatts war den Ereignissen in Siam gewidmet. Nicht nur die seinerzeit sechs Stunden Zeitverschiebung trugen zu dieser überraschend schnellen Berichterstattung bei, sondern auch die deutsche Fliegerin Marga von Etzdorf, die sich seinerzeit im Zuge ihres Ostasien-Fluges in Bangkok aufhielt. Sie gab einen telefonischen Bericht durch, der für einen Teil des Artikels der Vossischen Zeitung verwendet wurde. Sie berichtete:

„Der König von Siam ist abgesetzt. Revolution in der letzten absoluten Monarchie. In Siam ist heute Nacht eine Revolution ausgebrochen. Die königliche Familie wurde gefangen genommen und im Königspalast als Geisel festgehalten, für den Fall, dass Gewalttaten gegen die Revolutionäre und ihre Führer vorkommen. Später soll die königliche Familie auf ein Kriegsschiff gebracht werden. … die Führung der Revolution liegt offensichtlich in den Händen der Volkspartei, der sich Militärtruppen und Marine angeschlossen haben.“

Das Berliner Tageblatt und Handelszeitung brachte am 25. Juni eine kleine Meldung zu Siam:

„Man kann dem siamesischen Volk, das mit dem deutschen immer in den freundlichen politischen und in gar nicht unansehnlichen Handelsbeziehungen gestanden hat, nur wünschen, dass sich der Übergang in die neuen Verhältnisse … ruhig und glatt vollziehen … möge. … Wir können diesen Erfolg dem siamesischen Volk nur von Herzen wünschen, dem eine höchst eigenartige, feine und selbständige Kultur das Recht darauf gibt, dass es den bisher geführten Namen Muang Tai, das heisst Land der Freien, auch weiter in der Geschichte führe.“

## Gegenwärtige Verarbeitung
Heutzutage wird der Staatsstreich von 1932 überwiegend in Thailand selbst reflektiert, daneben gibt es natürlich auch Fachbücher, die aus heutiger Sicht kommentieren und erklären (dazu siehe Literatur).

### Thailändisches Unterrichtsmaterial
Die thailändischen Schulbücher der Oberstufe handeln den Staatsstreich von 1932 als eine Zäsur der eigenen Geschichte ab. Das heutige politische System Thailands führt man dabei ganz klar auf die Umwälzungen von 1932 zurück, wobei allerdings auf eine genaue Darstellung der Ereignisse verzichtet wird. Die Rolle von König Prajadhipok gilt als tragend bei der Umgestaltung der politischen Ordnung, insbesondere als Nachfolger von König Chulalongkorn, der das Fundament für die Demokratie gelegt habe.

### Thailändische Zeitungen
Besonders zum 65-jährigen Jubiläum wurden 1997 zahlreiche Artikel publiziert, von denen einige monierten, dass das Jubiläum in der thailändischen Öffentlichkeit beinahe unbemerkt vonstattengegangen war. In der Bangkok Post vom 27. Juni wird weiter ausgeführt, dass bereits 1932 das Volk an den Geschehnissen nicht beteiligt war.